# 高平 (熊本市)
高平（たかひら）は、熊本県熊本市北区の地名。一丁目から三丁目までが設置されている。2015年6月1日現在の住民基本台帳人口は4,616人。郵便番号860-0085。

## 地理
熊本市の北部に位置する住宅地。東側に坪井川が流れている。北で山室、北東で八景水谷、東で清水亀井町、南東で清水本町、南で打越町、南西で津浦町、西で池田、北西で徳王と接する。

## 交通

### 鉄道
当地には鉄道が通っていないが東部で坪井川を渡る橋梁が近い場合熊本電鉄菊池線八景水谷駅・亀井駅が利用可能である。

### バス
- 熊本電鉄バス（北3・北4系統） 「高平橋」バス停、「高平」バス停

### 道路
- 国道3号（清水バイパス）
- 熊本県道303号四方寄熊本線

### 教育機関
- 熊本市立高平台小学校
- 高平幼稚園

## 施設

### 公共施設
- 熊本北合志警察署清水交番
- 熊本市営高平団地
- 上高平公民館
- 下高平公民館
- 新津ノ浦集会所
- はけみや保育園

#### コミュニティセンター
- 熊本市高平台地域コミュニティセンター

### 店舗・企業
- ゆめマート清水（旧ビッグ・ザ・ビッグ）
- 熊本第一信用金庫清水支店
- JA熊本市北熊本
- 熊本高平郵便局
- セブンイレブン熊本高平店
- エーコープ熊本 you+youくまもと農畜産物市場
- タイヘイテクノス
- 弘乳舎本社工場
- センターリバー清水店
- その他

### 文化・歴史的施設他
- 観音寺
- 高平神社